# 주일본 중국 대사관
주일본 중화인민공화국 대사관(중국어 간체자: 中华人民共和国驻日本国大使馆, 정체자: 中華人民共和國駐日本大使館) 또는 주일 중국 대사관은 일본 도쿄도 미나토구에 있는 중화인민공화국 대사관이다.

## 역사
1964년 8월 중화민국의 무역대표부가 설치되어 비공식적인 외교 창구로 활용되었다. 그러다가 중일공동성명이 발표되고, 중화인민공화국과 일본 간 관계가 정상화됨에 따라서 중화민국 무역대표부가 문을 닫고, 1973년에 주일본 중국 대사관이 개설되었다.